# Гран-при Бриссаго — Лаго-Маджоре
Гран-при Бриссаго — Лаго-Маджоре (итал. Gran Premio Brissago - Lago Maggiore) — шоссейная однодневная велогонка, проходившая по территории Швейцарии с 1985 по 2009 год.

## История
С 1961 года и на регулярной основе с 1981 года проводилась мужская гонка Гран-при Лаго-Маджоре. В 1985 году была создана данная женская гонка которая с самого начала своего существования проводилась в рамках национального календаря.
В 2008 году вошла в Женский мировой шоссейный календарь UCI в котором просуществовала два сезона и перестала проводиться.
Старт и финиш гонки располагался в коммуне Бриссаго италоязычного кантона Тичино, а её маршрут проходил в окрестностях озеро Лаго-Маджоре. Протяжённость дистанции постепенно увеличивалась с 75 до 100 км.
Рекордсменками с двумя победами стали итальянки Ноэми Кантеле и Вера Каррара и швейцарки Луция Цберг и Барбара Ганц.

## Призёры
| Год  | Победитель       | Второй                  | Третий            |
| ---- | ---------------- | ----------------------- | ----------------- |
| 1985 | Барбара Ганц     |                         |                   |
| 1986 | Роберта Бонаноми |                         |                   |
| 1987 | Имельда Кьяппа   | Луция Цберг             | Доминик Дамиани   |
| 1988 | Эдит Шоненбергер | Барбара Ганц            | Изабелла Мишель   |
| 1989 | Барбара Ганц     | Эвелин Мюллер           | Эдит Шоненбергер  |
| 1990 | Ева Гальманнзег  |                         |                   |
| 1991 | Луция Цберг      | Эвелин Мюллер           | Ивонн Элькух      |
| 1992 | Ханни Вайс       | Сюзанна Джолидон-Крауер | Эвелин Мюллер     |
| 1993 | Ивонн Шнорф      | Луция Цберг             | Карен Ромер       |
| 1994 | Луция Цберг      | Ивонн Шнорф             | Николь Эбнер      |
| 1997 | Андреа Ханни     | Марсия Эйхер            | Йоланда Шлейнигер |
| 1998 | Шанталь Докур    | Наталья Юганюк          | Люсиль Ханкелер   |
| 1999 | Наталья Юганюк   | Шанталь Докур           | Марика Мурер      |
| 2000 | Грета Зокка      | Регина Шляйхер          | Николь Брендли    |
| 2001 | Марика Мурер     | Наталья Юганюк          | Барбара Каззанига |
| 2002 | Вера Каррара     | Ольга Хаева             | Александра Веттер |
| 2003 | Элисон Райт      | Ноэми Кантеле           | Хейли Резерфорд   |
| 2004 | Вера Каррара     | Кэролайн Пайо-Подевин   | Беттина Кюн       |
| 2005 | Джорджа Бронцини | Янильдес Фернандеш      | Беттина Кюн       |
| 2006 | Фабиана Луперини | Диана Жилюте            | Николь Брендли    |
| 2007 | Ноэми Кантеле    | Магали Мокери           | Фабиана Луперини  |
| 2008 | Николь Брендли   | Ноэми Кантеле           | Марта Бастианелли |
| 2009 | Ноэми Кантеле    | Жанни Лонго             | Ева Лутц          |